# Alliance (Ohio)
Pour les articles homonymes, voir Alliance.
Alliance est une cité (city) située dans les comtés de Mahoning et Stark, dans l’État de l’Ohio, aux États-Unis. Sa population s’élevait à 22 322 habitants lors du recensement de 2010, estimée à 21 616 habitants en 2018.

## Personnalités liées à la municipalité
- Rose Mary Woods (1917-2005), secrétaire du président Richard Nixon, y est morte.